# Сенькашор
Сенькашор — деревня в Кудымкарском районе Пермского края. Входила в состав Ошибского сельского поселения. Располагается севернее от города Кудымкара. Расстояние до районного центра составляет 23 км. По данным Всероссийской переписи населения 2010 года, в деревне проживало 5 человек (4 мужчины и 1 женщина).

## История
По данным на 1 июля 1963 года, в деревне проживало 76 человек. Населённый пункт входил в состав Ошибского сельсовета.